# ドラマイズム
『ドラマイズム』は、毎日放送（MBSテレビ）の制作により、TBS系列と一部の系列外局において2016年4月から放送開始した深夜ドラマ放送枠およびその冠タイトル。
2019年4月より放送開始の姉妹枠『ドラマ特区』、2022年4月より放送開始の姉妹枠『ドラマシャワー』については当該項を参照。

## 概要
毎日放送では、2008年より枠名なしの深夜ドラマ枠を開始。テレビドラマをドラマ枠の名前を命名せずに放送してきた（毎日放送の深夜ドラマ枠を参照のこと）。
2016年4月期の番組改編にて、2014年4月期以降に放送された月曜未明（日曜深夜）の同局制作深夜ドラマ枠を廃枠扱いとし、新たに枠名付きの深夜ドラマ枠「ドラマイズム」を設置した。
ドラマイズムでは、同局の深夜アニメ番組枠「アニメイズム」枠に倣って、TBS逆ネット向け番組とし、字幕放送、解説放送を実施している。
2020年5月より9月まで、2019新型コロナウイルス感染拡大の影響で新作ドラマの放送が休止となり、過去作の再放送が行なわれた。9月から新作の放送を再開し、同時に毎日放送におけるドラマイズムの放送時間が、月曜未明0時50分 - 1時20分（日曜深夜）から、水曜未明0時59分 - 1時29分（火曜深夜）へと枠移動して、TBSが同日の遅れ放送になったため、TVer等の見逃し配信の開始時間がTBSの放送終了後に変更された。
TBSは、2021年10月19日（20日未明）より30分繰り上がる形でMBSとほぼ同時刻で放送されていたが、2022年4月5日（6日未明）からは同時間帯に新ドラマ枠『ドラマストリーム』が開設されたため、再び30分繰り下がっての放送となっている。

## 放送番組

### 2016年
1. ディアスポリス 異邦警察[1]（毎日放送：4月18日 - 6月13日[注釈 3]・TBS：4月13日 - 6月15日）
  - 原作：リチャード・ウー、漫画：すぎむらしんいち
  - 主演：松田翔太
  - 脚本/監督：冨永昌敬、茂木克仁、真利子哲也、熊切和嘉
  - 主題歌：チャラン・ポ・ランタン「月」[注釈 4]
2. OLですが、キャバ嬢はじめました（毎日放送：6月20日 - 7月18日[注釈 5]、TBS：6月22日 - 7月13日）
  - 原作：鏡なな子
  - 主演：倉持明日香
  - 脚本：山咲藍
  - 主題歌：MAG!C☆PRINCE「一通LOVE」
3. 闇金ウシジマくん Season3（毎日放送：7月18日 - 9月19日、TBS：7月20日 - 9月21日） 
  - 原作：真鍋昌平『闇金ウシジマくん』
  - 主演：山田孝之
  - 脚本：福間正浩
  - 主題歌：鴉「巣立ち」
4. 彼岸島 Love is over（毎日放送：9月19日 - 10月10日・TBS：9月21日 - 10月12日） 
  - 原作：松本光司『彼岸島』
  - 主演：白石隼也・鈴木亮平
  - 主題歌：m-flo feat. シシド・カフカ「SYNERGY」
  - エンディング：PALU「100年時が過ぎても」
5. 拝啓、民泊様。[5]（毎日放送：10月24日 - 11月28日、TBS：10月26日 - 11月30日）
  - 主演：黒木メイサ・新井浩文
  - 脚本：野村伸一
  - オープニング：SHE'S「Stars」
  - 主題歌：JY「ブギウギ」
6. 咲-Saki-[6]（毎日放送：12月5日 - 26日、2017年1月9日 / TBS：12月7日 - 28日、2017年1月11日）
  - 原作：小林立
  - 主演：浜辺美波
  - 脚本：森ハヤシ
  - オープニング：清澄高校麻雀部[注釈 6]「きみにワルツ」
  - エンディング：フレデリック「ハローグッバイ」、清澄高校麻雀部「NO MORE CRY」

### 2017年
1. ホクサイと飯さえあれば（毎日放送：1月23日 - 3月12日、TBS：1月25日 - 3月14日）
  - 原作：鈴木小波
  - 主演：上白石萌音
  - 脚本：土城温美、北川亜矢子
  - 主題歌：HY「HAPPY」
  - エンディング：GOOD ON THE REEL「小さな部屋」
2. 笑う招き猫（毎日放送：3月19日 - 4月17日、TBS：3月21日 - 4月12日）[注釈 7]
  - 原作：山本幸久
  - 主演：清水富美加・松井玲奈
  - 脚本：飯塚健
  - オープニング：Mrs. GREEN APPLE「スマイロブドリーマ」
  - エンディング：Mrs. GREEN APPLE「どこかで日は昇る」
3. ファイナルファンタジーXIV 光のお父さん（毎日放送：4月17日 - 5月29日・TBS：4月19日 - 5月31日）
  - 原作：スクウェア・エニックス『ファイナルファンタジーXIV』、マイディー『光のお父さん』（一撃確殺SS日記連載）
  - 主演：千葉雄大・大杉漣
  - 脚本：吹原幸太
  - 主題歌：GLAY「the other end of the globe」
  - エンディング：SILENT SIREN「AKANE」
4. 怪獣倶楽部〜空想特撮青春記〜（毎日放送：6月5日 - 26日、TBS：6月7日 - 28日）
  - 主演：本郷奏多
  - 脚本：吹原幸太
  - 主題歌：佐々木李子「Recollections」
  - エンディング：トラフィックライト。「GEEKDOM」
5. マジで航海してます。（毎日放送：7月3日 - 31日、TBS：7月5日 - 8月2日）
  - 主演：飯豊まりえ・武田玲奈
  - 脚本：アサダアツシ
  - オープニング：中田ヤスタカ「Jump in Tonight feat. 眞白桃々」
  - 主題歌：BOYS AND MEN「帆を上げろ!」
6. 伊藤くん A to E（毎日放送：8月21日 - 10月2日、TBS：8月16日 - 10月4日）
  - 原作：柚木麻子
  - 主演：木村文乃
  - 脚本：喜安浩平
  - 主題歌：ベリーグッドマン「Pain, Pain Go Away feat. MUTSUKI from Softly」
  - エンディング：スピッツ「冷たい頬」「スパイダー」「さらさら」「運命の人」
7. 恋する香港（毎日放送：10月9日 - 30日、TBS：10月11日 - 11月1日）
  - 原案：D-ZOO、野崎浩貴
  - 主演：小池栄子・吉沢亮
  - 脚本：倉光泰子
  - 主題歌：MAG!C☆PRINCE「Dreamland」
  - エンディング：MAG!C☆PRINCE「YUME no MELODY」
8. 目玉焼きの黄身 いつつぶす?（毎日放送：11月6日 - 27日・TBS：11月8日 - 29日）
  - 原作：おおひなたごう
  - 主演：青柳翔（劇団EXILE）
  - 脚本：鈴木謙一
  - 主題歌：NICO Touches the Walls「Funny Side Up!」
  - エンディング：阪本奨悟「自分らしく生きていたい それだけなんだけど」
9. 咲-Saki-阿知賀編 episode of side-A（毎日放送：12月4日 - 25日、2018年1月8日 / TBS：12月6日 - 27日、2018年1月10日）
  - 原作：小林立
  - 主演：桜田ひより
  - 脚本：森ハヤシ
  - オープニング：阿知賀女子学院麻雀部「笑顔ノ花」
  - エンディング：阿知賀女子学院麻雀部「春〜spring〜」

### 2018年
1. 賭ケグルイ（毎日放送：1月15日 - 3月19日、TBS：1月17日 - 3月21日）
  - 原作：河本ほむら、尚村透
  - 主演：浜辺美波
  - 脚本：高野水澄、英勉
  - オープニング：Re:versed「一か八か」
  - 主題歌：BIGMAMA「Strawberry Feels」
2. わたしに××しなさい! / 兄友（毎日放送：3月26日 - 4月16日、TBS：3月28日 - 4月18日）
  - 原作：遠山えま / 赤瓦もどむ
  - 主演：玉城ティナ・小関裕太 / 横浜流星
  - 脚本：山本透、北川亜矢子 / 中川千英子
  - 主題歌：ポルカドットスティングレイ「ICHIDAIJI (×× ver.)」 / サイダーガール「パレット」
3. やれたかも委員会（毎日放送：4月23日 - 6月18日、TBS：4月25日 - 6月20日）
  - 原作：吉田貴司
  - 主演：佐藤二朗・白石麻衣（乃木坂46）・山田孝之
  - 脚本：山崎淳也、橋口俊貴
  - 主題歌：shiori「君のひとみは10000ボルト」
4. 覚悟はいいかそこの女子。（毎日放送：6月25日 - 7月23日、TBS：6月27日 - 7月25日）
  - 原作：椎葉ナナ
  - 主演：中川大志
  - 脚本：李正姫
  - オープニング：SUPER★DRAGON「SWEET DEVIL」
  - 主題歌：ナオト・インティライミ「ハイビスカス」
5. マジで航海してます。〜Second Season〜（毎日放送：7月30日 - 9月3日、TBS：8月1日 - 9月5日）
  - 主演：飯豊まりえ・武田玲奈
  - 脚本：アサダアツシ
  - 主題歌：BOYS AND MEN「炎・天下奪取」
  - エンディング：ココロオークション「向日葵」
6. 文学処女（毎日放送：9月10日 - 10月29日、TBS：9月12日 - 10月31日）[注釈 8]
  - 原作：中野まや花
  - 主演：森川葵・城田優
  - 脚本：下田悠子
  - オープニング：Special Favorite Music「ロングハローグッバイ」
  - 挿入歌：城田優「イザベル」
  - 主題歌：Sonar Pocket「君の名前」
7. ルームロンダリング（毎日放送：11月5日 - 26日、TBS：11月7日 - 28日）
  - 原案：片桐健滋
  - 主演：池田エライザ
  - 脚本：櫻井剛
  - オープニング：SHE'S「The Everglow」
  - 主題歌：在日ファンク「或いは」
8. この恋はツミなのか!?（毎日放送：12月3日 - 24日、TBS：12月5日 - 26日）
  - 原作：鳥島灰人
  - 主演：柏木由紀（AKB48）・伊藤健太郎
  - 脚本：塩塚夢
  - 主題歌：柏木由紀「そっけない君」
  - エンディング：MAG!C☆PRINCE「もしも僕が世界を変えれたら」

### 2019年
1. ゆうべはお楽しみでしたね（毎日放送：1月7日 - 2月11日、TBS：1月9日 - 2月13日）
  - 原作：金田一蓮十郎
  - 主演：本田翼・岡山天音
  - 脚本：吹原幸太
  - オープニング：そらる「ユーリカ」
  - 主題歌：THE RAMPAGE from EXILE TRIBE「Starlight」
2. BACK STREET GIRLS -ゴクドルズ-（毎日放送：2月18日 - 3月25日、TBS：2月20日 - 3月27日）
  - 原作：ジャスミン・ギュ『Back Street Girls』
  - 主演：白洲迅・柾木玲弥・花沢将人
  - 脚本：伊藤秀裕、吹原幸太、佐東みどり
  - オープニング：ゴクドルズ「恋して♡愛して♡養って♡」
  - エンディング：ゴクドルズ「酒と泪と男が女」「Verbena」「Why」「妄想レッツGO!」「恋のサカヅキ」「ヴィーナス」
3. 賭ケグルイ season2（毎日放送：4月1日 - 29日、TBS：4月3日 - 5月1日）
  - 原作：河本ほむら、尚村透
  - 主演：浜辺美波
  - 脚本：高野水登、英勉
  - オープニング：PassCode「一か八か」
  - 主題歌：BIGMAMA「mummy mummy」
4. 都立水商!〜令和〜（毎日放送：5月6日 - 6月24日、TBS：5月8日 - 6月26日）
  - 原作：室積光
  - 主演：竜星涼
  - 脚本：森ハヤシ
  - 主題歌：THE BEAT GARDEN「ぬくもり」
  - エンディング：サイダーガール「クローバー」
5. スカム（毎日放送：7月1日 - 8月26日、TBS：7月3日 - 8月28日）
  - 原案：鈴木大介「老人喰い」
  - 主演：杉野遥亮
  - 脚本：継田淳
  - オープニング：まふまふ「ジグソーパズル」
  - エンディング：BiSH「DiSTANCE」
6. REAL⇔FAKE（毎日放送：9月2日 - 23日、TBS：9月4日 - 25日）
  - 脚本：毛利亘宏
  - オープニング：Stellar CROWNS with 朱音「REAL⇔FAKE」
  - エンディング：蒼井翔太「Fake of Fake」
7. 左ききのエレン（毎日放送：10月21日 - 12月23日、TBS：10月23日 - 12月25日）
  - 原作：かっぴー・nifuni
  - 主演：神尾楓珠・池田エライザ
  - 脚本：根本ノンジ
  - 主題歌：ポルカドットスティングレイ「女神」
  - エンディング：GOOD ON THE REEL「あとさき」

### 2020年
1. SEDAI WARS（毎日放送：1月6日 - 2月17日、TBS：1月8日 - 2月19日）
  - 主演：山田裕貴
  - 脚本：横手美智子
  - オープニング：Blue Vintage「SEDAI WARS」
  - エンディング：ニノミヤユイ「私だけの、革命。」
2. 死にたい夜にかぎって（毎日放送：2月24日 - 3月30日、TBS：2月26日 - 4月1日）
  - 原作：爪切男
  - 主演：賀来賢人
  - 脚本：加藤拓也
  - オープニング：ましのみ「7」
  - エンディング：アイナ・ジ・エンド「死にたい夜にかぎって」
3. 映像研には手を出すな!（毎日放送：4月6日 - 5月11日、TBS：4月8日 - 5月13日）[注釈 9]
  - 原作：大童澄瞳
  - 主演：齋藤飛鳥（乃木坂46）
  - 脚本：高野水登、英勉
  - 主題歌：Thinking Dogs「Heavenly ideas」
4. 荒ぶる季節の乙女どもよ。（9月9日 - 10月28日）[注釈 10]
  - 原作：岡田麿里、絵本奈央
  - 主演：山田杏奈・玉城ティナ
  - 脚本：岡田麿里
  - 主題歌：三阪咲「友よ恋よ」
  - エンディング：ザ・コインロッカーズ「仮病」
5. そのご縁、お届けします-メルカリであったほんとの話-（11月4日 - 12月9日）
  - 主演：飯豊まりえ
  - 脚本：北川亜矢子
  - オープニング：SOMETIME'S「Morning」
  - エンディング：ゆりめり「つぎのて」
6. 年の差婚（12月16日 - 2021年2月10日）
  - 原作：中間淳生
  - 主演：葵わかな・竹財輝之助
  - 脚本：ねじめ彩木、松井香奈
  - オープニング：原因は自分にある。「シェイクスピアに学ぶ恋愛定理」
  - エンディング：HAN-KUN「TO-KE-TE」

### 2021年
1. ホリミヤ（2月17日 - 3月31日）
  - 原作：HERO、萩原ダイスケ『堀さんと宮村くん』
  - 主演：鈴鹿央士・久保田紗友
  - 脚本：酒井善史
  - オープニング：とけた電球「どうすんの?」
  - エンディング：とけた電球「灯」
2. ガールガンレディ（4月7日 - 6月9日）
  - 原案：BANDAI SPIRITS
  - 主演：白石聖
  - 脚本：宮本武史、吉崎崇二
  - 主題歌：高橋李依「U撃つ」
  - エンディングテーマ：Hi Cheers!「monologue」
3. REAL⇔FAKE 2nd Stage（6月16日 - 7月7日）
  - 脚本：ほさかよう
  - オープニング：Stellar CROWNS with 朱音「RUMOR」
  - エンディング：蒼井翔太「硝子のくつ」
4. サレタガワのブルー（7月14日 - 9月1日）
  - 原作：セモトちか
  - 主演：犬飼貴丈・堀未央奈
  - 脚本：舘そらみ
  - オープニング：UPSTART「ペルソナ」
  - エンディング：Hilcrhyme「Lost love song【III】-サレタガワ-」
5. トーキョー製麺所（9月8日 - 10月13日）
  - 主演：吉野北人（THE RAMPAGE from EXILE TRIBE）
  - 脚本：宮本武史、下亜友美
  - オープニング：GOOD ON THE REEL「SUNRISE」
  - エンディング：THE RAMPAGE from EXILE TRIBE「OFF THE WALL」
6. 凛子さんはシてみたい（10月20日 - 12月8日）
  - 原作：藤田みお
  - 主演：高田夏帆・戸塚祥太（A.B.C-Z）
  - 脚本：倉光泰子
  - オープニング：A.B.C-Z「火花アディクション」
  - エンディング：安斉かれん「夜は未完成」
7. #居酒屋新幹線（12月15日 - 2022年2月9日）
  - 原作：天宮さろん、KADOKAWA、ジェイアール東日本企画
  - 主演：眞島秀和
  - 脚本：木田紀生、黒沢久子、阿相クミコ、横幕智裕
  - オープニング：ReN「Traveling Train」
  - エンディング：オレンジスパイニクラブ「7997」

### 2022年
1. liar（2月16日 - 4月6日）
  - 原作：袴田十莉、もぁらす
  - 主演：佐藤大樹（FANTASTICS from EXILE TRIBE）・見上愛
  - 脚本：内平未央、大谷洋介、下亜友美
  - オープニング：tricot「エンドロールに間に合うように」
  - エンディング：FANTASTICS from EXILE TRIBE「Turn to You」
2. 明日、私は誰かのカノジョ（4月13日 - 6月29日）
  - 原作：をのひなお
  - 主演：吉川愛・横田真悠・齊藤なぎさ（=LOVE）・箭内夢菜・宇垣美里
  - 脚本：三浦希紗、川原杏奈、イ・ナウォン
  - オープニング：Amber's「Desire -欲情本能-」
  - エンディング：DUSTCELL「足りない」
3. ロマンス暴風域（7月6日 - 8月3日）
  - 原作：鳥飼茜
  - 主演：渡辺大知
  - 脚本：開真理
  - オープニング：和ぬか「ラブの逃走」
  - エンディング：パスピエ「4×4」
4. 生き残った6人によると（8月10日 - 9月14日）
  - 原作：山本和音
  - 主演：桜田ひより
  - 脚本：二宮健
  - オープニング：FEMM「THE SIX」
  - エンディング：LOONA「SICK LOVE」
5. 闇金ウシジマくん外伝 闇金サイハラさん（9月21日 - 12月28日）
  - 原作：真鍋昌平、山崎童々『闇金ウシジマくん』
  - 主演：高橋メアリージュン
  - 脚本：山岡真介
  - オープニング：Superfly「No Bandage」
  - エンディング：Superfly「万華鏡と蝶」

### 2023年
1. REAL⇔FAKE Final Stage（2023年1月11日 - 2月1日）
  - 脚本：ほさかよう
  - オープニング：Stellar CROWNS with 朱音「MISLEAD」
  - エンディング：蒼井翔太「Key to My Heart」
2. 美しい彼 シーズン2[注釈 11]（2月8日 - 3月1日）
  - 原作：凪良ゆう
  - 主演：萩原利久・八木勇征（FANTASTICS from EXILE TRIBE）
  - 脚本：坪田文
  - オープニング：ロス「Bitter」
  - エンディング：もさを。「キンモクセイ」
3. 往生際の意味を知れ!（3月8日 - 4月26日）
  - 原作：米代恭
  - 主演：見上愛・青木柚
  - 脚本：開真理、竹村武司
  - オープニング：TOOBOE「往生際の意味を知れ!」
  - エンディング：羊文学「FOOL」
4. 明日、私は誰かのカノジョ シーズン2（5月3日 - 6月28日）
  - 原作：をのひなお
  - 主演：茅島みずき
  - 脚本：三浦希紗、イ・ナウォン、川原杏奈
  - オープニング：いゔどっと「ぶっ壊してよ」
  - エンディング：DUSTCELL「Caffeine」
5. DIY!!-どぅー・いっと・ゆあせるふ-（7月5日 - 8月30日）
  - 原作：オリジナルTVアニメ「Do It Yourself!! ‐どぅー・いっと・ゆあせるふ‐」（IMAGO/avex pictures）
  - 主演：上村ひなの（日向坂46）
  - 脚本：中村允俊
  - オープニング：黒子首「カナヅチ」
  - エンディング：こはならむ「Attitude」
6. 灰色の乙女（9月6日 - 10月18日）
  - 原作：新田チハル
  - 主演：桜井玲香・中田圭祐
  - 脚本：天野千尋、熊谷まどか、野崎浩貴
  - オープニング：Hilcrhyme「十字架」
  - エンディング：緑仙「ヒロイン」
7. マイホームヒーロー（10月25日 - 12月20日）
  - 原作：山川直輝
  - 主演：佐々木蔵之介
  - 脚本：桜井剛、船橋勧
  - 主題歌：THE ORAL CIGARETTES「YELLOW」

### 2024年
1. #居酒屋新幹線2（1月10日 - 2月28日）
  - 原作：天宮さろん、KADOKAWA、ジェイアール東日本企画
  - 主演：眞島秀和
  - 脚本：木田紀生、黒沢久子、阿相クミコ、横幕智裕
  - オープニング：（夜と）SAMPO「プラズマクラシックミュージック」
  - エンディング：杉本琢弥「また明日」
2. 恋をするなら二度目が上等（3月6日 - 4月10日）
  - 原作：木下けい子
  - 主演：長谷川慎（THE RAMPAGE from EXILE TRIBE）・古屋呂敏
  - 脚本：綿種アヤ、安川有果
  - オープニング：Mel「コヨイノウタ」
  - エンディング：Ayumu Imazu「BANDAGE」
3. 滅相も無い（2024年4月17日 - 6月5日）
  - 脚本：加藤拓也
  - 主題歌：クリープハイプ「喉仏」
4. 墜落JKと廃人教師 Lesson2[注釈 11]（6月12日 - 7月24日）
  - 原作：sora
  - 主演：橋本涼（HiHi Jets / ジュニア）
  - 脚本：高橋名月、下亜友美
  - オープニング：音羽-otoha-「先生布告」
  - エンディング：osage「残り香」
5. 完璧ワイフによる完璧な復讐計画（8月14日 - 10月2日）
  - 原作：雪村こはる
  - 主演：中村ゆりか・犬飼貴丈
  - 脚本：今西祐子、相馬光、いながわ亜美
  - オープニング：GENIC「Sorry not sorry」
  - エンディング：yukaDD「Crush」
6. その着せ替え人形は恋をする（10月9日 - 12月11日）
  - 原作：福田晋一
  - 主演：永瀬莉子・野村康太
  - 脚本：おかざきさとこ
  - オープニング：超ときめき♡宣伝部「プリンセスヒーロー」
  - エンディング：PEDRO「ラブリーベイビー」
7. レッドブルー（12月18日 - 2025年2月12日）
  - 原作：波切敦
  - 主演：木村慧人（FANTASTICS from EXILE TRIBE）
  - 脚本：たかせしゅうほう、木村暉、目黒啓太
  - 主題歌：MA55IVE THE RAMPAGE「MY PRIDE」

### 2025年
1. アポロの歌（2月19日 - 4月2日）[7]
  - 原作：手塚治虫
  - 主演：佐藤勝利（timelesz）・髙石あかり
  - 監督・脚本：二宮健
  - オープニング：Dragon Ash「The Lilly」
  - エンディング：家入レオ「No Control」
2. ゲレンデ飯（4月9日 - 23日）
  - 主演：白濱亜嵐（GENERATIONS from EXILE TRIBE）・山本美月
  - 脚本：政池洋佑
  - 主題歌：広瀬香美「ロマンスの神様」
3. あやしいパートナー（4月30日 - 7月16日）
  - 原作：クォン・ギヨン『あやしいパートナー〜Destiny Lovers〜』
  - 主演：八木勇征（FANTASTICS from EXILE TRIBE）・齊藤京子
  - 脚本：政池洋佑
  - オープニング：FANTASTICS from EXILE TRIBE「運命なんて」
  - エンディング：神はサイコロを振らない「Lovey Dovey」
4. 極道上司に愛されたら（7月23日 - 9月10日）
  - 原作：真霜ナオ、作画：＠R『極道上司の甘い顔 〜俺と一緒に住まないか〜』
  - 主演：戸塚祥太（A.B.C-Z）・紺野彩夏
  - 脚本：富安美尋・松下沙彩
  - オープニング：Soala「自分勝手」
  - エンディング：A.B.C-Z「Just Romantic!」
5. 君がトクベツ（9月17日 - ）
  - 原作：幸田もも子
  - 主演：畑芽育・大橋和也（なにわ男子）
  - 脚本：おかざきさとこ・桐乃さち
  - 主題歌：LiKE LEGEND「YOU ARE SPECiAL」

## 放送局

### ドラマイズム
2023年7月時点。放送時間は各作品の項目を参照。

### ネット配信
- 最新話見逃し配信は毎日放送の放送日基準で各ドラマ統一のスケジュールで実施される[注釈 13]。
- 遅れネット局ではインターネット配信開始が放送より先行。全話の見逃し配信終了後に放送する局もある。
- 毎日放送の過去放送済分についてはドラマ毎に配信元が異なるので個別記事を参照。

| 配信元        | 更新日時       | 配信期間 | 備考                           |
| ------------- | -------------- | -------- | ------------------------------ |
| MBS動画イズム | 水曜 2:00 更新 | 7日      | 毎日放送の最新話限定で無料配信 |
| TVer          | 水曜 2:00 更新 | 7日      | 毎日放送の最新話限定で無料配信 |
| GYAO!         | 水曜 2:00 更新 | 7日      | 毎日放送の最新話限定で無料配信 |

GYAO!は2023年3月31日にサービス終了